# Квинт Емилий Барбула
Квинт Емилий Барбула (на латински: Quintus Aemilius Barbula) e политик на Римската република.
През 317 пр.н.е. той е консул с Гай Юний Бубулк Брут. В Апулия те завладяват Форентум, в Лукания стигат до Нерулум.
През 311 пр.н.е. той е отново консул с Гай Юний Бубулк Брут. На iden sextilis (13 юни) двамата празнуват триумф за победата им против етруските.